# Heinrich Cordes (Missionar)

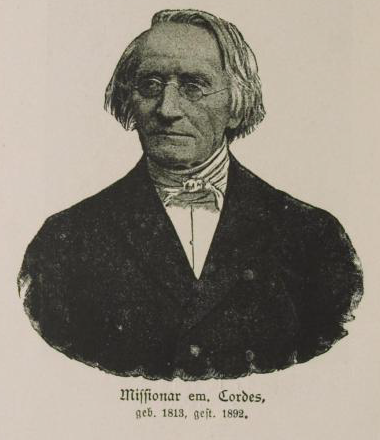
Heinrich Cordes

Johann Heinrich Karl Cordes (* 21. März 1813 in Betzendorf; † 9. März 1892 in Niederlößnitz) war ein evangelisch-lutherischer Missionar in Südindien.

## Werdegang
Cordes wurde im April 1837 in das Missionsseminar Dresden aufgenommen und am 2. März 1840 von der Evangelisch-Lutherische Missionsgesellschaft zu Dresden als Missionar nach Ostindien entsandt. 
In der damaligen dänischen Kolonie Tranquebar, wo er am 20. März 1841 ankam, wurde er am 16. April 1841 Adjunkt des dänischen Kollegen P. Knudsen, hielt am 2. Mai 1841 in der Bethlehemkirche Porayar seine erste tamulische Predigt und nahm die Tätigkeit der Dänisch-Halleschen Mission wieder auf. Am 12. September 1842 eröffnete er das Seminar in Porayar mit 23 Knaben. 
Nach Station mit Ochs in Mayavaram ging es am 14. Januar 1846 nach Tranquebar. Ochs, Schwarz und Cordes übernahmen am 14. April 1846 die ständige Mission, er konstituierte mit seinen Mitarbeitern die Konferenz der Missionare.
Am 7. Januar 1850 eröffnete Cordes das Seminar mit englisch-tamulischer Schule in Tranquebar und wurde 1854 zum Senior ernannt. 
Am 12. August 1870 kehrte er in seine Heimat zurück, wurde 1871 Mitglied des Missionskollegiums und Berufsarbeiter in der Heimat bei der Mission.
Cordes wurde auf dem Friedhof Radebeul-West beerdigt.

## Familie
Am 1. Juni 1843 heiratete Heinrich Cordes die Sophie Friederike Cämmerer. Die Eheleute bekamen drei Kinder. Seine Frau verstarb am 27. Dezember 1847.
Am 20. März 1849 heiratete Heinrich Cordes die Sophie Louise Auguste Mylius.
Sohn August Cordes war von 1912 bis 1924 Superintendent von Leipzig.